# Dawit Chintschagischwili
Dawit Chintschagischwili (georgisch დავით ხინჩაგიშვილი; * 24. Juli 1982 in Tiflis, Georgische SSR) ist ein ehemaliger georgischer Rugby-Union-Spieler. Er spielte auf der Position des Prop (Pfeilers) und stand zuletzt beim französischen Verein Aviron Bayonnais unter Vertrag. Chintschagischwili kam bei 37 Länderspielen für Georgien zum Einsatz, wobei ihm 15 Punkte gelangen.

## Karriere

### Verein
Chintschagischwili begann seine Karriere im Jahr 2003 beim französischen Top 14-Ligisten AS Béziers, für den er zwei Jahre lang spielen sollte. Als AS Béziers 2005 abstieg, wechselte er zum Top-14-Ligisten CS Bourgoin-Jallieu. Nach zwei Jahren in Bourgoin-Jallieu wechselte er zum CA Brive. Dort war er bis 2013 unter Vertrag, um anschließend 3 Jahre für Racing Métro 92 zu spielen. Nach einem weiteren Vereinswechsel beendete Chintschagischwili seine Karriere 2017 in Bayonne.

### Nationalmannschaft
Chintschagischwili feierte sein Debüt in der Nationalmannschaft am 22. Februar 2003 mit dem Spiel gegen Spanien. Im Rahmen des European Nations Cup bestritt er zwischen 2003 und 2004 weitere vier Spiele. 2005 folgte ein Freundschaftsspiel. Weitere fünf Länderspiele, darunter drei Qualifikationsspiele für die Rugby-Union-Weltmeisterschaft 2007 in Frankreich, in denen er seine ersten fünf Punkte mit einem sogenannten Versuch erzielte sowie zwei Länderspiele für den European Nations Cup, bestritt er ein Jahr später. 2007 folgten weitere drei Länderspiele im Rahmen des European Nations Cup sowie Gruppenspiele der 6. Rugby-Union-Weltmeisterschaft 2007 in Frankreich, für die er sich mit Georgien qualifizieren konnte.